# Kervillea ancyrama
Kervillea ancyrama är en insektsart som beskrevs av De Bergevin 1918. Kervillea ancyrama ingår i släktet Kervillea och familjen sköldstritar. Inga underarter finns listade i Catalogue of Life.